# Åsa Sandell
Åsa Maria Sandell (* 24. Januar 1967 in Hovsta, Gemeinde Örebro, Schweden) ist eine schwedische Boxerin, Journalistin und Schriftstellerin.

## Werdegang

### Amateurlaufbahn
Åsa Sandell betrieb in ihrer Jugendzeit verschiedene Sportarten, konzentrierte sich dann aber auf das Basketballspiel und war in dieser Sportart bei einem Sportclub in Örebro aktiv. Sie nahm dann an der Universität von Lund ein Journalismus- und Literaturstudium auf, das sie erfolgreich abschloss. Nach dem Studium war sie bei den Zeitungen „Dagens Nyheter“ und „Helsingborg Dagbladet“ angestellt, ist aber seit geraumer Zeit freiberuflich tätig.
Als Mitte der 1990er Jahre das Frauenboxen langsam in Schweden Fuß fasste, war sie eine der ersten, die diesem Sport nachgingen. Sie begann 1995 in Örebro mit dem Box-Training und bestritt noch im selben Jahr ihren ersten Kampf. Es gab in der Zeit ab 1995 nur verhältnismäßig wenige Startmöglichkeiten für Frauen, so dass die Zahl ihrer Kämpfe relativ gering blieb. Am Ende ihrer Karriere als Amateurboxerin im Jahre 2000 hatte Åsa Sandell deshalb nur 23 Kämpfe bestritten, von denen sie 21 gewann. Sie wurde insgesamt viermal schwedische Meisterin im Mittelgewicht (bis 75 kg Körpergewicht). 1999 verlor sie im Finale der schwedischen Meisterschaften im Mittelgewicht gegen Anna Laurell nach Punkten.
1997 startete sie in Göteborg im allerersten Länderkampf, den eine schwedische Frauen-Boxstaffel bestritt, gegen die Kanadierin Patty Satok und besiegte diese klar mit 15:0 Punkten. 1999 startete sie in Köping (Schweden) beim 1. Women’s European Cup, einem Vorgänger-Wettbewerb der Europameisterschaften für Frauen. Es waren dort im Mittelgewicht nur zwei Frauen am Start, so dass sie gleich im Endkampf der Russin Natalija Ragosina, der späteren Frauen-Profiweltmeisterin, gegenüberstand. Diesen Kampf verlor sie klar nach Punkten (3:15).
Im Jahre 2000 startete sie auch beim 2. Women’s European Cup in Mâcon/Frankreich und siegte dort über Savka Stoklasova aus Tschechien durch Disqualifizierung in der dritten Runde und im Endkampf über Olga Maltsewa aus Russland klar nach Punkten (7:0). Nach diesem Erfolg beendete sie ihre Amateurlaufbahn.

### Profilaufbahn
Åsa Sandell war nach dem Ende ihrer Amateurlaufbahn als Boxerin einige Jahre inaktiv. Sie entschloss sich aber Ende 2003 in das Lager der Profiboxer zu gehen. Da das Profiboxen in Schweden verboten war, musste sie dazu in die Vereinigten Staaten gehen. Sie wurde deshalb in New York ansässig und trainierte im Gleason’s Box Gym. Am 30. Mai 2004 bestritt sie in Washington, D.C., ihren ersten Kampf, den sie im Mittelgewicht gegen die US-Amerikanerin Tabitha Rosario durch Techn. KO i.d. 3. Runde gewann. Sie war zu diesem Zeitpunkt bereits 37 Jahre alt. Am 29. Januar 2005 besiegte sie im Silverton Hotel Casino in Las Vegas Bose Ijoala aus den Vereinigten Staaten in einem über vier Runden gehenden Kampf klar nach Punkten. Gegen die US-Amerikanerin Yolanda Swindell erreichte sie dann in Nevada in einem Kampf über sechs Runden ein Unentschieden. Anschließend besiegte sie am 18. Juni 2005 in Edmonton, Kanada, Donna Logue aus Kanada durch Technisches KO in der zweiten Runde. Am 8. August 2005 erlitt Åsa Sandell dann in Nevada gegen die US-Amerikanerin Laura Ramsey ihre erste Niederlage. Ein Punktrichter gab dabei mit 57:56 Punkten ihr den Sieg, während sich zwei Punktrichter für Laura Ramsey entschieden (56:57 u. 55:58).
Am 17. Dezember 2005 kämpfte sie in der Max-Schmeling-Halle in Berlin gegen die US-Amerikanerin Laila Ali. Laila Ali, die Tochter von Muhammad Ali hatte zu diesem Zeitpunkt alle 22 Profikämpfe, die sie bestritten hatte, gewonnen und war Weltmeisterin mehrerer Profi-Box-Verbände. Åsa Sandell hatte gegen die wesentlich jüngere Laila Ali keine Chance und verlor diesen Kampf durch Technisches KO in der fünften Runde. Sie verlor am 17. Juni 2006 in Winston-Salem, North Carolina, auch gegen die Nigerianerin Ijeoma Egbunine durch Technisches KO in der zweiten Runde.
Åsa Sandell siegte aber in den folgenden drei Kämpfen: Am 19. Oktober 2006 besiegte sie in New York Cimberly Harris aus den Vereinigten Staaten nach Punkten (60:54, 60:54 u. 59:55). Am 27. Januar 2007 bestritt sie dann in der Scandinavium Arena in Göteborg einen historischen Kampf. Sie kämpfte gegen die US-Amerikanerin Tiffany Carter im ersten Profikampf, der in Schweden nach Aufhebung des Profi-Box-Verbotes wieder stattfand. Sie gewann diesen Kampf in der 4. Runde durch Aufgabe. Ihre beiden letzten Kämpfe als Profiboxerin konnte sie dann ebenfalls in Schweden absolvieren. Am 31. März 2007 schlug sie in den Liseberghallen in Göteborg Dakota Stone aus den Vereinigten Staaten nach Punkten und am 15. September 2007 kämpfte sie in der Lofberg Arene in Karlstad gegen Teres Perozzi aus Bermuda unentschieden. Dieser Kampf war der einzige Titelkampf, es ging um den Mittelgewichts-Titel des World Boxing Empire und um die World Boxing Council International Championship, den sie bestritt.
Nach diesem Kampf beendete Åsa Sandell ihre Boxerlaufbahn. Sie lebt jetzt in Kungsholmen bei Stockholm und arbeitet als Autorin, Dozentin und Boxtrainerin.